# Битва за Вади Муса
Битва за Вади Муса (англ. Battle of Wadi Musa) — сражение между арабскими повстанцами и войсками Османской империи, которое произошло 23 октября 1917 года во время арабского восстания.
Османским войскам был дан приказ генералом Джемаль-пашой, согласно которому они должны были «любой ценой» обеспечить безопасность Хиджазской железной дороги. Из Маана в сторону Петры была направлена османские войска для борьбы с арабскими повстанцами. Однако, подойдя к Вади Мусе 23 октября, османы были атакованы из засады арабами, при этом понесли большие потери, 300 человек попало в плен. Оставшиеся османские войска отступили, оставив железную дорогу неприкрытой. После битвы арабы двинулись дальше на север, чтобы преследовать отступающие турецкие войска.